# Harplinge församling
Harplinge församling var en församling i Halmstads och Laholms kontrakt i Göteborgs stift. Församlingen ingick i Harplinge-Steninge pastorat och låg i Halmstads kommun i Hallands län. Församlingen uppgick 2022 i Harplinge-Steninge församling.

## Administrativ historik
Församlingen har medeltida ursprung. Församlingen var till 2022 moderförsamling i pastoratet Harlinge och Steninge. Församlingen uppgick 2022 i Harplinge-Steninge församling.

## Series pastorum[6]
| Verksam       | Namn                           | Född                     | Död                       | Övrigt              |
| ------------- | ------------------------------ | ------------------------ | ------------------------- | ------------------- |
|               | Olof                           |                          |                           |                     |
| ca1567-ca1589 | Oluf Anderssön                 |                          |                           |                     |
| 1616          | Marcus Jens Olufsen            |                          |                           |                     |
| 1640-1647     | Olof Jonsson                   |                          |                           |                     |
| 1648-1658     | Anders Frantz                  |                          |                           |                     |
| 1658-1702     | Mattis Christian Rudolphin     |                          |                           |                     |
| 1702- 1711    | Jacob Hummd                    |                          |                           |                     |
| 1711- 1744    | Laurentius Götherström         |                          |                           |                     |
| 1746- 1759    | Olof Boman                     |                          |                           |                     |
| 1759- 1795    | Hans Ring                      |                          |                           | Prost 1786          |
| 1797- 1801    | Bengt Kallerin                 |                          |                           | Prost 1805          |
| 1802- 1828    | Anders Wallmark                | 24 oktober 1746          | 1828                      | Prost 1805          |
| 1830-1865     | Justus Gabriel Bexell          | 4 december 1781 Villstad | 14 januari 1865 Harplinge | prost 1832          |
| 1866-1876     | Lars Westerlund                | 22 september 1804 Kumla  | 1876                      |                     |
| 1876-1896     | Bernhard Ardell                | 1819                     | 1896                      | prost 1881          |
| 1898-1928     | Axel Robert Ahlberg            |                          |                           | kontraktsprost 1916 |
| 1928-1955     | Johan Alfred Göthberg          |                          |                           |                     |
| 1955-1968     | David Natanael Martin Svenning |                          |                           |                     |
| 1968-         | Nils Erik Adèrn                |                          |                           |                     |

## Kyrkor
- Harplinge kyrka